# Zoonavena thomensis
Zoonavena thomensis là một loài chim trong họ Apodidae.